# Saint-Firmin-sur-Loire
Saint-Firmin-sur-Loire ist eine französische Gemeinde mit 509 Einwohnern (Stand: 1. Januar 2022) im Département Loiret in der Region Centre-Val de Loire. Sie gehört zum Arrondissement Montargis und ist Teil des Kantons Gien. Die Einwohner werden Saint-Firminois genannt.

## Geografie
Saint-Firmin-sur-Loire liegt am linken Ufer der Loire sowie am parallel verlaufenden Schifffahrtskanal Canal latéral à la Loire (dt.: Loire-Seitenkanal), der hier von der Loire abgeht. Nachbargemeinden von Saint-Firmin-sur-Loire sind Saint-Brisson-sur-Loire im Norden und Nordwesten, Briare im Norden und Nordosten, Châtillon-sur-Loire im Süden und Südosten, Cernoy-en-Berry im Süden und Südwesten sowie Autry-le-Châtel im Westen und Südwesten.
Durch die Gemeinde führt die frühere Route nationale 726 (heutige D926).

## Bevölkerungsentwicklung
| Jahr                       | 1962 | 1968 | 1975 | 1982 | 1990 | 1999 | 2006 | 2018 |
| Einwohner                  | 503  | 475  | 445  | 465  | 509  | 554  | 516  | 508  |
| Quellen: Cassini und INSEE |      |      |      |      |      |      |      |      |

## Sehenswürdigkeiten
- Kirche Saint-Firmin
- Kanalbrücke Briare (Monument historique)

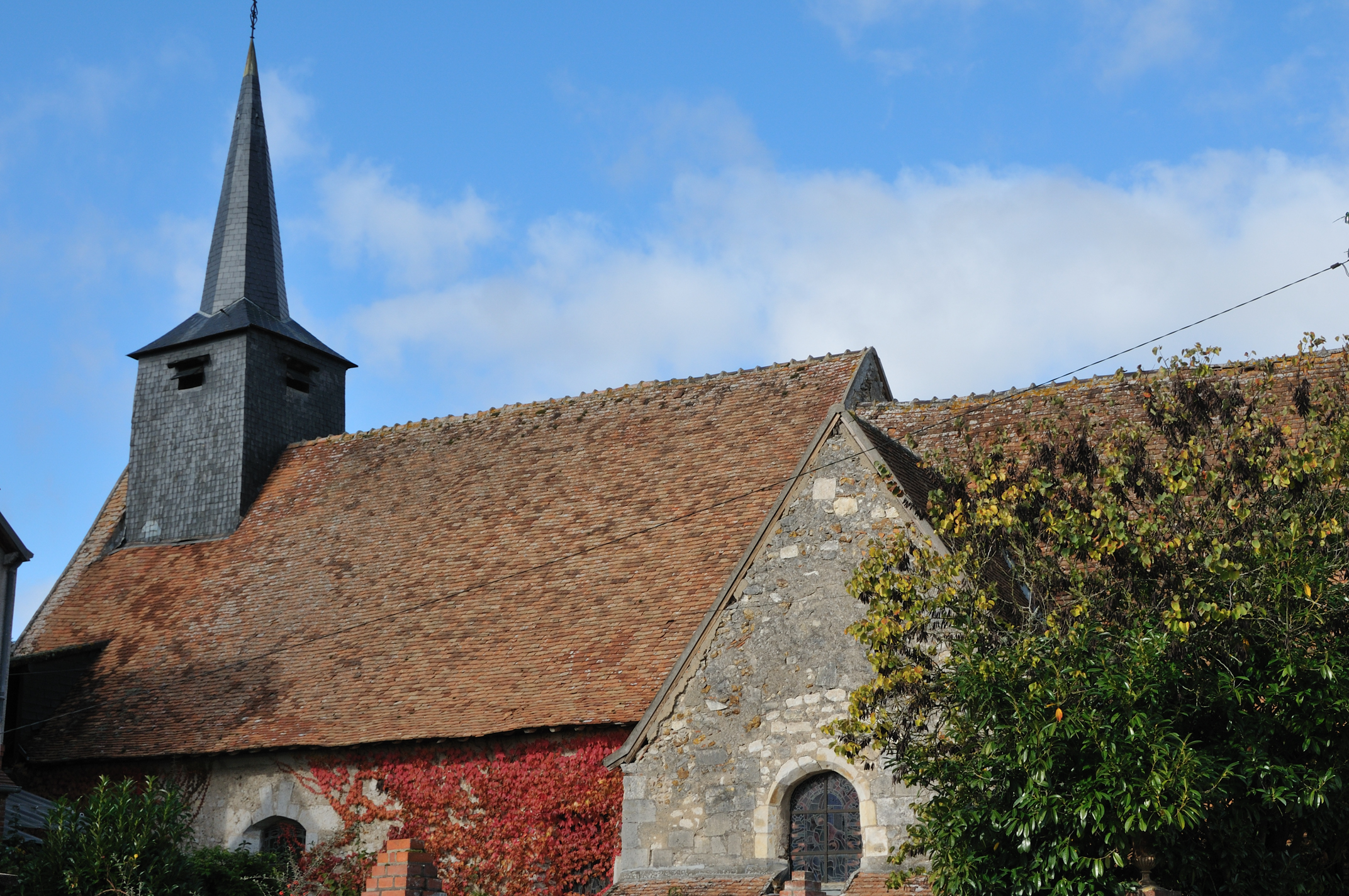
Kirche Saint-Firmin

- Haus Passeur
- Naturreservat an der Loire